# شهرستان کوری (اورگن)
شهرستان کوری، اورگن (به انگلیسی: Curry County, Oregon) شهرستانی در ایالات متحده آمریکا است که در اورگن واقع شده‌است.

## خصوصیات
شهرستان کوری ۵٬۱۵۱٫۵۲ کیلومترمربع مساحت دارد.